# Балка Симонова
Балка Симонова — балка (річка) в Україні у Новоукраїнському районі Кіровоградської області. Ліва притока річки Чорного Ташлика (басейн Південного Бугу).

## Опис
Довжина річки 10 км, похил річки 2,3 м/км ,  площа басейну водозбіру 65,3,0 км² ,  найкоротша відстань між витоком і гирлом — 8,90  км, коефіцієнт звивистості річки — 1,17 . Формується багатьма струмками та загатами.

## Розташування
Бере початок на південній стороні від селища Костянтинівка. Тече переважно на південний захід через села Семенастие, Нерубаївку і на південно-східній околиці села Захарівка впадає у річку Чорний Ташлик, ліву притоку річки Синюхи.

## Цікаві факти
- Біля гирла балку перетинає автошлях М13[3] (український автомобільний шлях міжнародного значення на території України. За маршрутом повністю збігається з E584.).
- У XX столітті на балці існували газгольдер та декілька газових свердловин[2].